# Perspective de la Victoire
La perspective de la Victoire (Проспе́кт Побе́ды, prospekt Pobiédy) est l'avenue la plus longue de la ville de Tcheliabinsk en Russie (12,2 km) et une grande artère de transport de cette ville. Elle traverse le district de l'usine de tracteurs de Tcheliabinsk, le district de Kalinine et le district de Kourtchatov. Cette artère a été formée le 9 mai 1965 (pour le vingtième anniversaire de la victoire de l'URSS contre l'Allemagne) en réunissant les rues Solnetchnaïa et Vybornaïa. La numérotation de la perspective de la Victoire se termine au numéro 400 (où se trouve la caserne de pompiers n° 11). C'est donc l'artère de la ville où il y a le plus de constructions.

## Lieux à voir

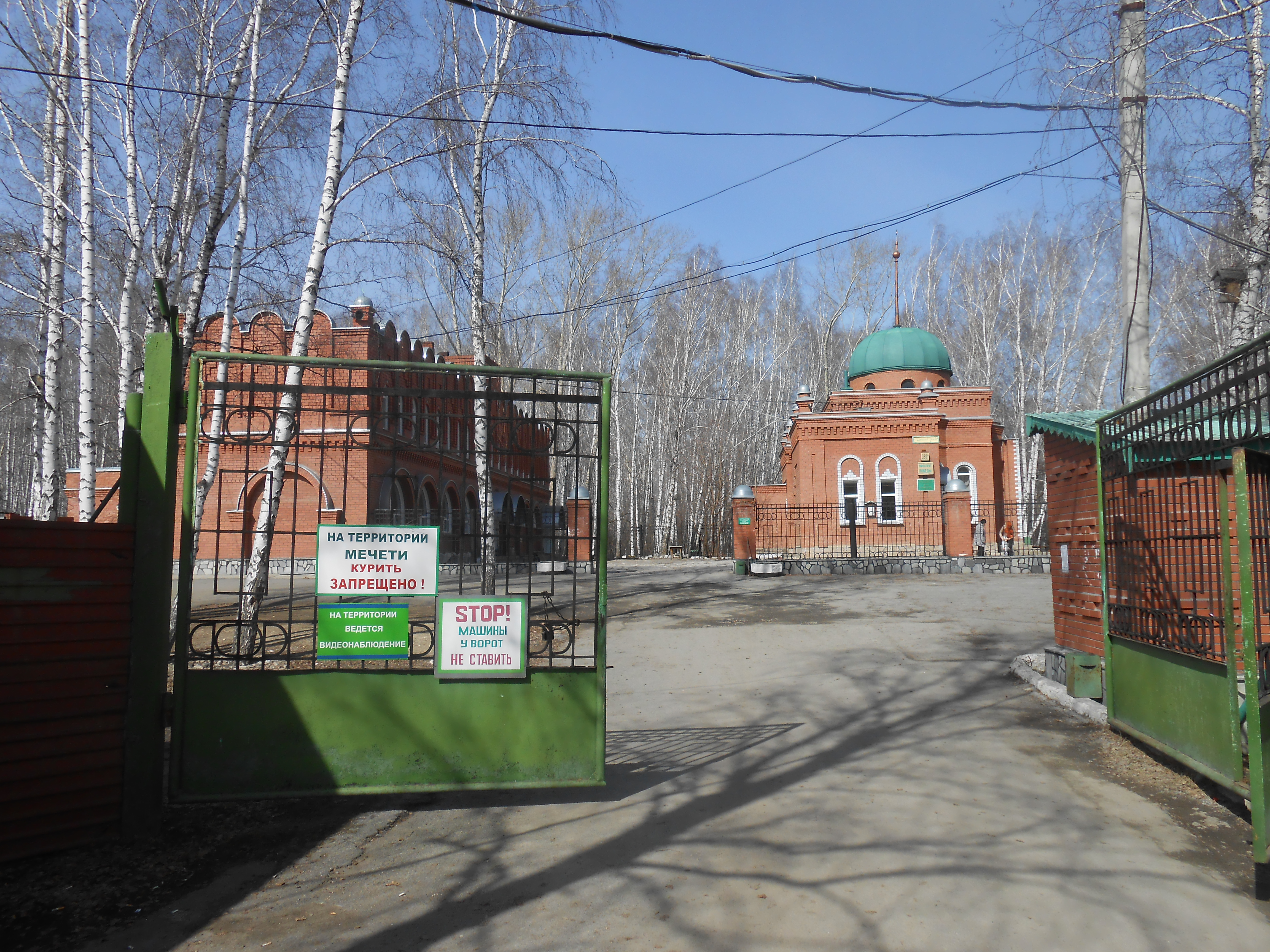
La mosquée rouge de Tcheliabinsk au n° 398A.

- À l'initiative de la « Fraternité du blocus»[1], un panneau commémoratif est installé en 1999 sur le pont de Leningrad pour signifier la solidarité des habitants de Tcheliabinsk à la mémoire des habitants de Leningrad, évacués à Tcheliabinsk pendant la Grande Guerre patriotique et qui travaillèrent dans les entreprises locales, en particulier à l'usine de tracteurs[2],[3].
- Au croisement de la rue des Membres de la jeune garde et de la perspective de la Victoire, un monument est érigé avec un obusier M-30, en l'honneur des travailleurs du front de l'arrière à Tcheliabinsk[4] pendant la Grande Guerre patriotique.
- Au croisement de la perspective de la Victoire et de la rue Kychtymskaïa, la municipalité inaugure en 2005 le monument Petite Sœur («Сестричка») dont la statue représente une jeune infirmière[5].

## Rôle dans l'infrastructure de la ville

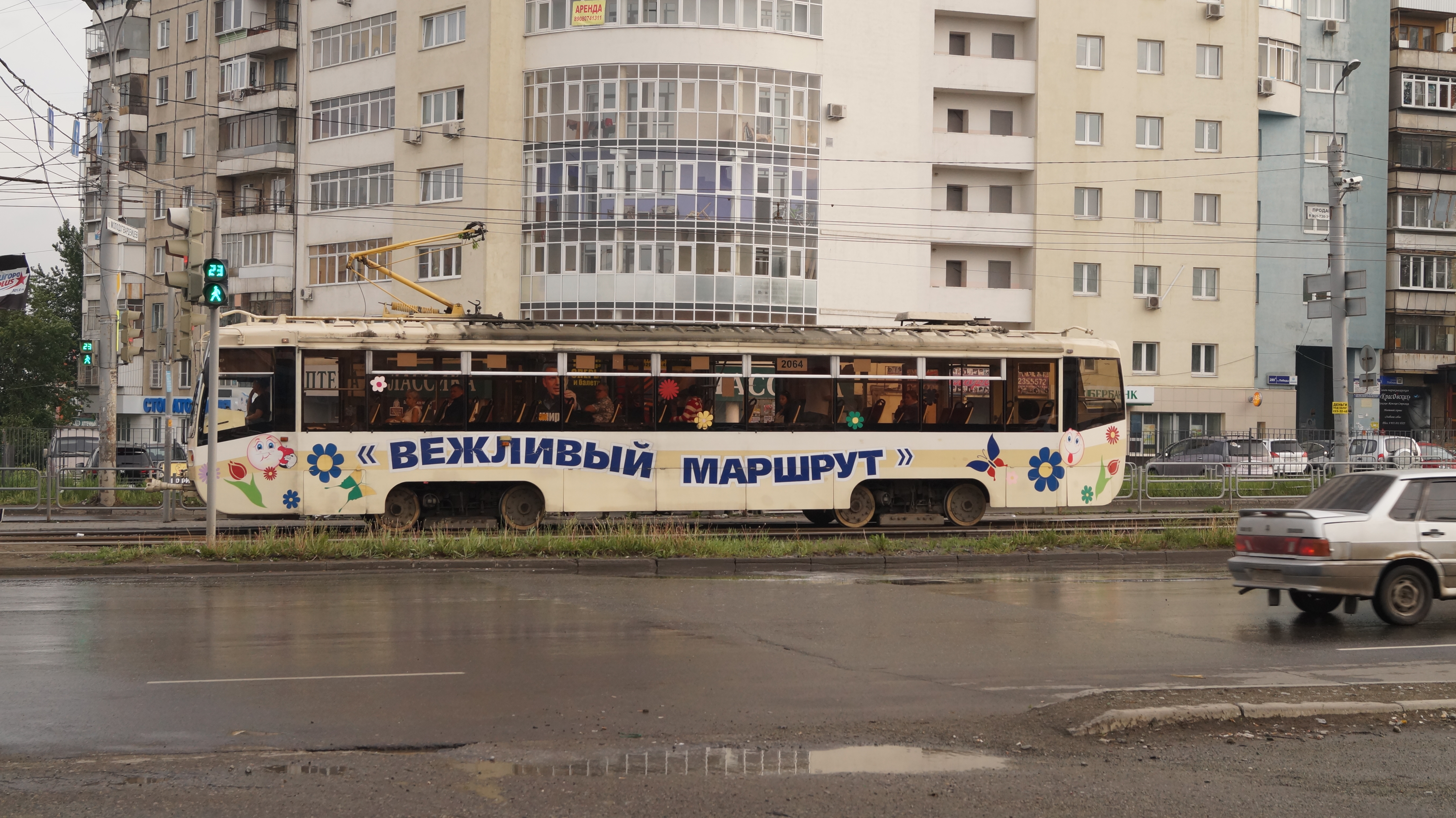
Tramway, perspective de la Victoire.

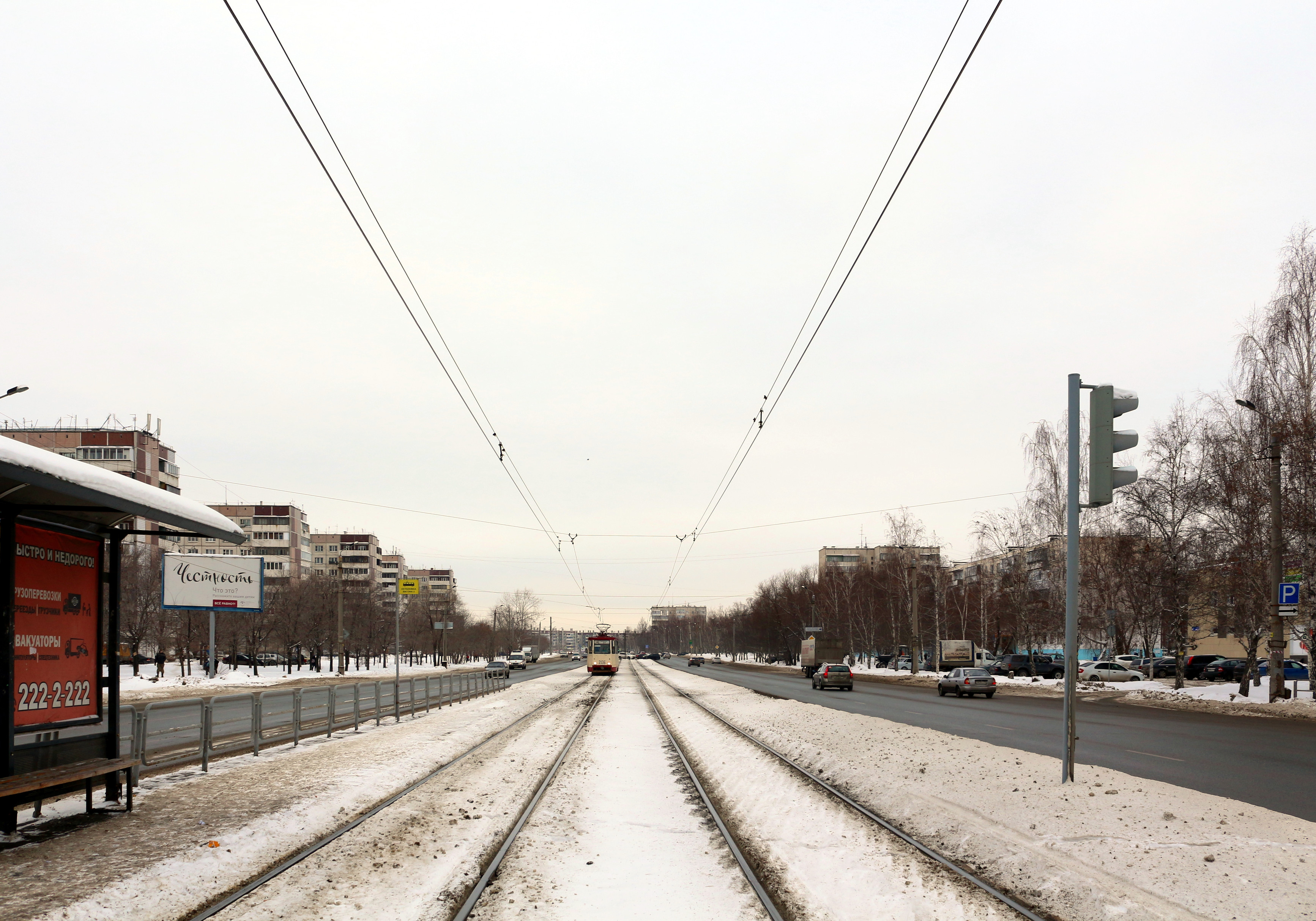
Ligne de tramway de Tcheliabinsk, perspective de la Victoire.

- Cette avenue est l'une des plus importantes comme artère de transport. Différents transports publics utilisent la perspective de la Victoire : autobus, taxis collectifs, tramway (sauf la partie Est sur deux kilomètres). Le tramway est le moyen de transport le plus fréquenté de la ville avec six lignes. De l'avenue de Sverdlov jusqu'à la rue des 40 ans de la Victoire (6 km), seul le tramway est en fonction; les autres moyens de transport sont dans les rues voisines. Il est prévu de mettre en fonction le métropolitain qui est encore en 2019 en construction. Il y aura quatre stations la desservant[6].
- La rue est bordée de centres commerciaux importants et de grands immeubles de bureaux et d'habitation.
- L'hôpital n° 3 se trouve au n° 287[7].